# Michael Foot
Michael Mackintosh Foot (Plymouth, 23 luglio 1913 – Hampstead, 3 marzo 2010) è stato un politico, giornalista e scrittore britannico, leader del Partito Laburista dal 1980 al 1983.

## Biografia
Foot nacque a Plymouth, nel Devon, il 23 luglio del 1913, quintogenito dei sette figli dell'avvocato e politico liberale inglese Isaac Foot (1880-1960), Lord Mayor di Plymouth, oltreché deputato al Parlamento inglese per la circoscrizione di Bodmin, nella Cornovaglia, tra il 1922 ed il 1924 e nuovamente tra il 1929 ed il 1935, e della scozzese Eva Mackintosh. Dichiaratosi, ideologicamente, un socialista libertario, fece parte del Partito Laburista inglese e fu membro della Camera dei Comuni dal 1945 al 1955 a Plymouth Devonport, e dal 1960 al 1992 prima nel collegio di Ebbw Vale e poi in quello di Blaenau Gwent.
Fu anche il leader dell'opposizione dal 1980 al 1983: sotto la sua guida, il Labour ottenne, alle elezioni generali del 1983 (trionfalmente vinte da Margaret Thatcher), il suo peggior risultato elettorale dalle elezioni generali del 1918.
Secondo Gerald Kaufman, il programma elettorale di Foot, vista la disastrosa sconfitta nelle urne, si rivelò essere «il più lungo suicidio politico della storia»: a tal proposito, Margaret Thatcher sostenne che il programma del Labour a guida Foot era «un irrealizzabile e pericoloso programma socialista d'antan» e il responso elettorale mise la pietra tombale alla carriera politica di Foot.
Il 3 marzo 2010 è deceduto a Hampstead in Londra.